# Феліпе Перроне
Феліпе Перроне (порт. Felipe Perrone, 27 лютого 1986) — бразильський ватерполіст.
Учасник Олімпійських Ігор 2008, 2012 років.
Чемпіон світу з водних видів спорту 2022 року, призер 2007, 2009, 2019 років.
Призер Панамериканських ігор 2003, 2015 років.